# ビュルゲンシュトック

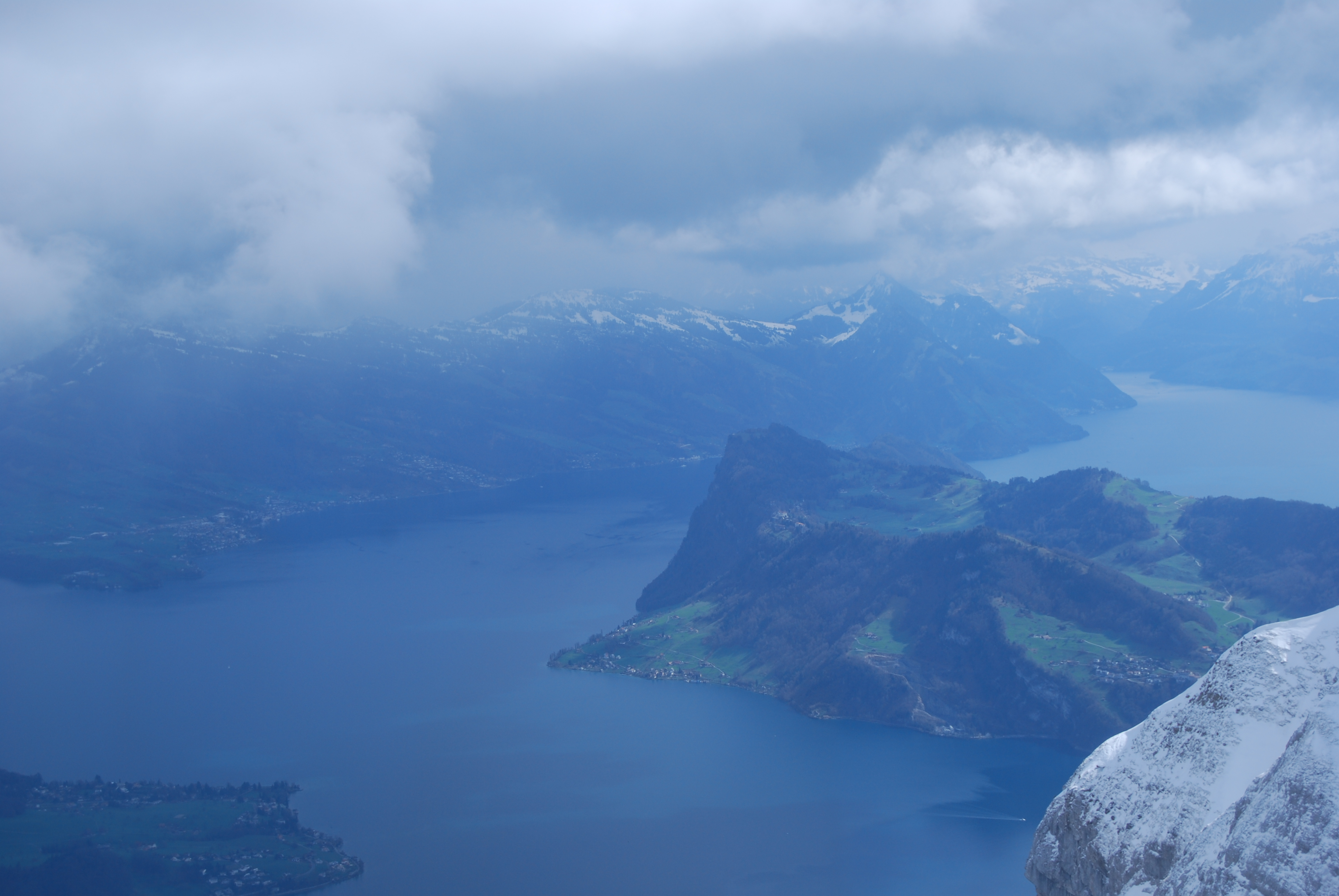
ピラトゥス山から見たビュルゲンシュトック（中央から右）

ビュルゲンシュトック（ドイツ語: Bürgenstock）は、スイス中央部、フィアヴァルトシュテッテ湖（ルツェルン湖）に突き出た半島に位置する標高1128mの山および、標高約900ｍに位置するリゾートの名称である。半島はルツェルン州とニトヴァルデン準州にまたがる。
リゾートは、3つのホテル、長期滞在者用宿泊設備、レストラン、会議場、スパ設備、ゴルフ場、テニスコート、カーリングリンク（冬季のみ）などを擁する。2013年12月現在、リゾート全体の大規模な改修計画が進行中で、完成予定は2015年。
ビュルゲンシュトックでは、ソフィア・ローレンやオードリー・ヘプバーン、コンラート・アデナウアーなど、各国の著名人が訪れ、休暇を過ごした。ホテルの敷地内には、オードリー・ヘプバーンが結婚式を挙げたチャペルもある。

## アクセス
中央スイス地方の主要都市で観光地にもなっているルツェルンからアクセスする場合、以下の方法が一般的である。
- 列車とポストバス - ルツェルンから列車でシュタンス・シュタートへ移動。さらにポストバスでビュルゲンシュトック・リゾートへ。
- 湖船 - ルツェルンから湖船でケールジッテン・ビュルゲンシュトックへ移動。さらにケーブルカーでビュルゲンシュトック・リゾートへ。

この他、ルツェルンから専用車またはタクシーを利用する方法もある。